# Therion (logiciel)
Pour l’article homonyme, voir Therion.
Therion est un logiciel de topographie vectorielle, créé par des spéléologues slovaques à partir de 2002 (première version distribuée). Ce logiciel est destiné en prime abord aux spéléologues.
Ce logiciel est sous licence libre, il est disponible aussi bien sous Linux, Mac que sous Windows.

## Principales caractéristiques
L'interface graphique ne parvient pas à cacher complètement la complexité des langages sous-jacents, et l’apprentissage demande un peu de temps. La documentation traduite en français commence à être étoffée, mais face à des problèmes un peu pointus, il faut un peu tâtonner pour obtenir le résultat souhaité. Il existe une liste de diffusion très active, et les membres répondent volontiers aux questions (en anglais si possible, voire en français car il y a de plus en plus d’utilisateurs francophones).
Les atlas permettent de publier à grande échelle les topographies de détail de grands réseaux. Les bords de page contiennent des indications pour trouver la page suivante ; on peut aussi spécifier plusieurs niveaux dans la cavité, représentés sur des pages différentes.
En plus d’un langage habituel pour décrire les relevés topographiques (y compris les dimensions de galeries), il comporte un autre langage, permettant de décrire des dessins vectoriels, représentant des morceaux de plans ou de coupes développées.
Une interface graphique permet de créer ces dessins vectoriels, à partir de bibliothèques de symboles (points, lignes, zones) spécifiques au domaine spéléologique. Il existe plusieurs bibliothèques, correspondant aux différents standards de dessin existants (UIS, NSS, etc.)
Thérion permet d’intégrer dans son réseau, de façon transparente, des topos de galeries dont on n’a pas les minutes, mais uniquement un plan ou une coupe.
Le logiciel peut créer des modèles 3D utilisant les dessins vectoriels des plans de la cavité plutôt que les simples dimensions de galeries, donnant un rendu nettement plus réaliste que les logiciels classiques. Mais les volumes eux-mêmes n’étant pas représentables dans l’interface de dessin vectoriel, il ne faut quand même pas espérer une représentation 3D réaliste des salles, des puits et des gros volumes.
Les dessins vectoriels sont liés aux stations topographiques. Lorsqu'on modifie (corrige) les données topographiques, ou lorsque l'on ajoute une boucle qui modifie les calculs précédents, Thérion ajuste le dessin (par morphose (morphing)) pour l'adapter aux nouvelles données calculées.
Thérion crée, à partir des données vectorielles morphées, des dessins en format PDF, destinés à la publication : il s’agit de plan d'ensemble, ou bien de présentation sous forme d’atlas multipage, permettant de représenter de grands systèmes avec beaucoup de détails. Ces différentes vues sont créées à partir des mêmes dessins vectoriels (le dessin ne doit être fait qu’une fois), avec des niveaux de détails différents selon la configuration que l'on a choisie. Les plans sont accompagnés de légendes (traduites en plusieurs langues).

## Un travail collaboratif

### Le logiciel
Thérion est un logiciel développé par une petite équipe de topographes informaticiens. Au travers d'une liste de diffusion, il est possible de leur poser des questions ou de proposer des améliorations. S’il manque un symbole topographique, il est possible de le créer (dans le langage MetaPost) et leur envoyer pour intégration à la prochaine version du logiciel.

### La documentation
La documentation technique sur le site est présentée sous forme d’un wiki, c'est-à-dire que n’importe quel internaute peut la mettre à jour et l'enrichir.

### Les topographies
Thérion est prévu pour de grosses topographies. Cela inclut le fait qu'il est très simple (et recommandé) de découper la topo en plusieurs grandes branches distinctes reparties entre plusieurs topographes. Après un travail en parallèle des différents topographes, il est très facile de regrouper les morceaux de topo en une seule grande topographie. Cela permet de répartir le travail sur toute une équipe sans avoir le goulot d'étranglement d’une grande planche à dessin unique. Mais avant de mettre en place cette organisation, il vous faudra prendre en main l’outil et acquérir un minimum d’expérience.

## Les points forts du logiciel
Ce logiciel est aussi très utile pour des cavités où les découvertes de nouveaux réseaux se font dans de multiples branches ou directions, obligeant le topographe à réorganiser périodiquement sa synthèse et/ou à changer son échelle.

### Des règles de base simples
Le logiciel est conçu autour de règles de base simples telles que :
- toutes les données sont sous forme de fichier texte, donc facilement éditables, modifiables, et portables dans le temps et sur les différents types d’ordinateurs ;
- la syntaxe du langage est claire, ouverte, permettant à n’importe qui de faire un nouveau logiciel équivalent lisant ces données ou convertissant ces données dans un autre format[7] (enfin, n’importe quel informaticien digne de ce nom) ;
- le dessin initial de la topographie est disjoint de la restitution finale de la topo. Lorsqu'on dessine la topo, nous ne nous préoccupons pas de savoir si tel ou tel symbole doit figurer dans la topo finale, ni de savoir quelle sera l'échelle de la topo finale.

Ces règles garantissent une portabilité (la topo dessinée sous Windows peut être copiée tout simplement sous Linux), et une pérennité au travail réalisé (possibilité dans 10 ou 20 ans de régénérer ses topos quand Therion n'existera peut-être plus).

### L'architecture
Le logiciel est construit autour d’une structure de donnée très simple :
- la donnée de base d'une topo est le point (point topographique, élément remarquable, bord de parois, …) ;
- avec des points sont formées des lignes (parois, bordures diverses) ;
- avec plusieurs lignes sont formées des surfaces (eau, sable, argile, ...).

Cette architecture simple permet d’être rapidement à l’aise pour manipuler la grande masse de symboles disponibles.